# Fontinalis heteromalla
Fontinalis heteromalla là một loài Rêu trong họ Fontinalaceae. Loài này được (Hedw.) Brot. mô tả khoa học đầu tiên năm 1804.